# Jakonettband
Jakonettband ist ein Band aus Jakonett, einem feinen, glattem Baumwollgewebe, das zum Ein- und Festbinden von Wicklungen auf Spulen und Transformatoren und in Elektromotoren verwendet wird.
Jakonettband ist ein unelastisches Baumwollband mit Web- bzw. Häkelkanten, das meist nahezu weiß mit einem farbigen Faden in der Mitte angeboten wird. Es schrumpft bei Erwärmung auf ca. 160 °C einmalig um ca. 5 %. Handelsübliche Jakonettbänder sind ca. 0,2 mm dick und werden in Breiten von 10 bis 50 mm angeboten. Oft wird Jakonettband durch Rollkalander geglättet.
Im Gegensatz zu Klebebändern wird Jakonettband verknotet und ist damit nicht auf die Dauerhaftigkeit von Klebstoffen angewiesen. Durch die Wärmeschrumpfung stabilisiert es die Wicklung. Außerdem saugt es sich nach der Verarbeitung bei der Anwendung von Isolierstoffen wie Tränkharzen oder Isolierölen damit voll.